# Baltimore Colts (1947-1950)
Los Baltimore Colts (español: Potros de Baltimore) fueron un equipo de fútbol americano en la AAFC y la NFL. Tres miembros de los Baltimore Colts han sido seleccionados al Pro Football Hall of Fame: George Blanda, Art Donovan y Y.A. Tittle

## Temporadas
Nota: V = Victorias, D = Derrotas, E = Empates 
| Temporada         | V  | D  | E | Final        | Resultados de Playoff                               |
| ----------------- | -- | -- | - | ------------ | --------------------------------------------------- |
| Miami Seahawks    |    |    |   |              |                                                     |
| 1946              | 3  | 11 | 0 | 4º Este AAFC | --                                                  |
| Baltimore Colts   |    |    |   |              |                                                     |
| 1947              | 2  | 11 | 1 | 4º Este AAFC | --                                                  |
| 1948              | 7  | 7  | 0 | 2º Este AAFC | Perdieron el Campeonato de la División Este (Bills) |
| 1949              | 1  | 11 | 0 | 7º AAFC      | --                                                  |
| Fúsion con la NFL |    |    |   |              |                                                     |
| 1950              | 1  | 11 | 0 | 7º Nacional  | --                                                  |
| Totales           | 14 | 51 | 1 |              |                                                     |